# Nero-Fumo e i sette nani neri
Nero-Fumo e i sette nani neri (Coal Black and de Sebben Dwarfs) è un film del 1943 diretto da Robert Clampett. È un cortometraggio d'animazione della serie Merrie Melodies, prodotto dalla Leon Schlesinger Productions e uscito negli Stati Uniti il 16 gennaio 1943.
La pellicola è una parodia con personaggi neri della fiaba Biancaneve dei fratelli Grimm, nota al pubblico di allora dal celebre film d'animazione di Walt Disney Biancaneve e i sette nani, del 1937. La raffigurazione stilistica dei personaggi è un esempio dell'iconografia darky, che era ampiamente accettata nella società americana dell'epoca, ma che oggi viene ritenuta razzista. Pertanto, si tratta di uno dei cartoni più controversi del repertorio classico della Warner Brothers ed è uno degli undici censurati. Il cartone è stato trasmesso di rado in televisione e non è mai stato pubblicato ufficialmente per la visione domestica.

## Storia
In questa versione della storia, tutti i personaggi sono neri e parlano in rima. La storia è ambientata negli Stati Uniti durante la seconda guerra mondiale, e la moralità della fiaba originale è sostituita in questa pellicola da una mentalità jazzistica calda e dalle sfumature sessuali. Varie scene presenti solo nella versione disneyana, come la sequenza del pozzo, la foresta piena di occhi e il bacio che risveglia la fanciulla, sono parodiate direttamente in questa pellicola. All'inizio il film si sarebbe dovuto chiamare So White and de Sebben Dwarfs, ma il produttore Leon Schlesinger pensò che fosse troppo simile al vero titolo del film originale, pertanto lo fece cambiare in Coal Black and de Sebben Dwarfs. So White rimane comunque il nome della protagonista ed è un gioco di parole tra Snow White, il nome inglese di Biancaneve, e so white, che significa "tanto/così bianca".
Clampett voleva che il film fosse sia una parodia della Biancaneve disneyana che una dedica alle pellicole musicali jazzistiche, con attori tutti afroamericani, che erano popolari nei primi anni Quaranta (come Due cuori in cielo e Stormy Weather). Infatti, l'idea di produrre Nero-Fumo venne a Clampett dopo aver visto lo spettacolo di rivista di Duke Ellington Jump for Joy, del 1941, e dopo che Ellington e gli attori gli suggerirono di fare un cartone musicale con i neri. L'unità di Clampett fece un paio di gite al Club Alabam, un locale per i neri in area losangelina, e Clampett ingaggiò dei celebri doppiatori radiofonici per far loro doppiare i tre protagonisti. Il personaggio principale, So White, è doppiato da Vivian Dandridge, la sorella dell'attrice Dorothy Dandridge. Danny Webb doppia la regina cattiva. Leo Watson diede la voce al principe azzurro (chiamato Prince Chawmin' in lingua originale), mentre i sette nani sono doppiati dal doppiatore veterano della Warner Bros., Melvin "Mel" Blanc.
Inizialmente, Clampett voleva un gruppo di soli neri per la musica del cartone, così come Max e Dave Fleischer avevano avuto Cab Calloway e la sua orchestra, che avevano composto le musiche per i cartoni di Betty Boop Minnie the Moocher, The Old Man of the Mountain e Snow-White. Tuttavia, Schlesinger si rifiutò, e il gruppo nero che Clampett aveva ingaggiato, Eddie Beals e la sua orchestra, registrò solo la musica per la sequenza del bacio finale. Il resto della pellicola venne registrato, come era tipico nei cartoni della Warner Bros., da Carl W. Stalling.

## Trama
Il corto si apre con la sagoma di una donna davanti a un camino che tiene in grembo una bambina. La bambina nera chiede alla sua mammy di raccontarle la storia di "So White e dei sette nani" e lei incomincia.
La regina cattiva è ricca e vive in un castello, pieno di beni che venivano razionati durante il secondo conflitto mondiale. Dopo aver mangiato dei cioccolatini, ella chiede allo specchio magico di inviarle un principe, ma quando arriva il principe azzurro con la sua auto, questi preferisce la servetta So White. Dopo averla trovata mentre fa il bucato, i due ballano un jitterbug scatenato. La regina se ne accorge e chiede a dei sicari di fare fuori So White.
Gli assassini rapiscono la ragazza, ma alla fine la lasciano illesa nel bosco (dei segni di rossetto sulle loro teste lasciano intendere come lei si sia guadagnata la libertà). Nella selva, So White scopre i nani, che sono sette soldati dell'esercito in uniforme e armati con una carabina, e si unisce a loro. I nani la reclutano immediatamente come cuoca del drappello e lei passa le giornate a cucinare per la soldatesca affamata.
Frattanto, la regina ha scoperto che So White è ancora viva, pertanto avvelena una mela, si traveste da venditrice ambulante anziana e giunge al campo dei nani, dove dà alla fanciulla la mela caramellata. La ragazza la mangia e cade a terra. Uno dei nani la vede giacente al suolo e avverte gli altri che la regina ha fatto fuori So White. Mentre la regina scappa tra le colline, i nani caricano un cannone con all'interno il nano più piccolo (simile al Cucciolo disneyano), il quale viene sparato e sconfigge la nemica con un colpo di martello.
So White però non si risveglia, quindi i nani chiedono aiuto al principe azzurro, che tuttavia non riesce a risvegliarla nonostante tutti i tentativi. Allora il nano più piccolo si avvicina a lei e le dà un bacio dinamico che la riporta in vita. Il principe chiede al soldato come abbia fatto, al che egli risponde: "Beh, questo è un segreto militare" e ribacia la fanciulla.

## Accoglienza
Nel gennaio del 1943, la stampa cinematografica accolse il cartone con delle recensioni brillanti e nessuna menzione di stereotipi e offese. Motion Picture Exhibitor disse che "era una satira di Biancaneve fatta in blackface, ambientata con lo swing moderno", mentre The Film Daily apprezzò la satira divertente dell'opera realizzata da Disney in precedenza. Nell'aprile del 1943 l'Associazione nazionale per la promozione delle persone di colore protestò contro le caricature apparse nel cartone e chiese alla Warner di ritirarlo.
Nero-Fumo e i sette nani neri è uno dei Censored Eleven, undici corti censurati della Warner Bros. prodotti durante l'apice dell'epoca d'oro dell'animazione di Hollywood, basati su un'iconografia darky poco lusinghiera e stereotipata. Essendo stato realizzato in America durante la seconda guerra mondiale, c'è anche un sentimento antigiapponese: l'associazione di sicari pubblicizza che uccide i nipponici (jap) gratuitamente.
Gli stessi elementi stereotipati presenti nei film precedenti degli undici censurati sono presenti anche in questo corto, resi così da attenersi allo stile registico "stravagante" di Clampett. Nel libro Racism in American Popular Media, Behnken e Smithers affermano che il razzismo in questo cartone non ha equivalenti nella storia dell'animazione. Il principe venne criticato per il suo aspetto caricaturale (ha dei denti d'oro e al posto di due denti ha delle tessere del domino) e per loro So White era una "ragazza nera più giovane dal fondoschiena grande, con i seni vivaci e dei vestiti rivelatori", arrivando a paragonarla a una Gezabele nera o una donna di facili costumi, lasciva e voluttuosa.
Clampett avrebbe rivisitato la cultura nera del jazz in un altro cartone delle Merries Melodies del 1943, Tin Pan Alley Cats, che raffigura una caricatura felina di Fats Waller, riproponendo il mondo fantastico e pazzoide da Porky in Strambilandia. Friz Freleng, un collega di Clampett, avrebbe diretto un cartone intitolato Goldilocks and the Jivin' Bears nel 1944, che essenzialmente è come Nero-Fumo rifatto con un'altra fiaba. Anche Tin Pan Alley Cats e Goldilocks and the Jivin' Bears sarebbero finiti negli "undici censurati". Robert Clampett si difese affermando che l'intento del cortometraggio non era razzista o irrispettoso nei confronti dei neri, così come per Tin Pan Alley Cats, che era solo una parodia del pianista jazzistico Fats Waller.

### Nero-Fumonegli anni successivi
Le raffigurazioni razzialmente stereotipate degli afroamericani in Nero-Fumo e negli altri "undici censurati" portarono alla loro soppressione dalle reti televisive. Nel 1968, la United Artists, che allora deteneva i diritti dei cartoni della Warner Bros. precedenti all'agosto del 1948, bandì ufficialmente quei cartoni dalla circolazione, e da allora non sono mai stati distribuiti ufficialmente per la visione domestica, neanche quando i diritti ritornarono alla Warner.
Nero-Fumo e i sette nani neri, d'altro canto, è stato lodato e difeso dagli studiosi del cinema e gli storici dell'animazione, ponendosi addirittura al ventunesimo posto nella classifica del libro The 50 Greatest Cartoons, nel quale 1000 membri dell'industria dell'animazione americana votarono per decidere quali fossero i cinquanta cartoni migliori realizzati fino ad allora.
Il 24 aprile 2010, Nero-Fumo e i sette nani neri, assieme a sette altri degli undici censurati, venne mostrato al primo festival cinematografico della Turner Classic Movies come parte di una presentazione speciale presentata dallo storico del cinema Donald Bogle.
Il veterano animatore e fumettista afroamericano e "Disney Legend" Floyd Norman, collega e amico non solo di Walt Disney ma anche di Robert Clampett e Tex Avery, ha dichiarato/scritto, rispondendo alle domande di alcuni fan nel 2019 in un articolo da lui intitolato Black Crows and Other PC Nonsense che "sebbene oggi sia considerato 'razzista', Nero-Fumo e i sette nani neri è un capolavoro dell'animazione che non intendeva assolutamente offendere nessuno. Clampett ricevette un'ovazione in piedi da un pubblico prevalentemente nero nella città di Oakland".